# エリナー・フランシス・ヴァレンティン
エリナー・フランシス・ヴァレンティン（Elinor Francis Vallentin、旧姓： Bertrand、1873年 – 1924年）は、イギリスの植物学者、植物画家である。フォークランドで暮らし、フォークランド諸島の植物を収集した。1921年にエニッド・メアリー・コットン（Enid Mary Cotton）と共著で「フォークランド諸島の顕花植物とシダ図録」（"Illustrations of the flowering plants and ferns of the Falkland Islands"）を執筆した
。

## 略歴
フォークランドで生まれた。西フォークランド島のロイ・コーブやシャロー・ベイで暮らした。近郊の植物を集め、研究した。1909年から1911年にかけて、フォークランド諸島全域の多くの植物を集め、収集した植物は、大英博物館、王立植物園（キューガーデン）、マンチェスター博物館などに保存された 。さらに海草の収集も行った。キュー・ガーデンの藻類学者、アーサー・コットン（Arthur Disbrowe Cotton）と協力し、フォークランド諸島の隠花植物の最初の研究を行った。チャールズ・ヘンリー・ライト（Charles Henry Wright）にも協力し、フィールド・ノートと図を提供し、論文の図版を描いた。論文、"The Mosses and Hepaticae of West Falkland Islands, from the collections of Mrs. Elinor Vallentin"は、ロンドン・リンネ協会の会誌に掲載された。
1912年に930種の植物の標本をキューガーデンに寄贈した。
論文の図版だけでなく、植物図鑑の出版も行い、エニッド・メアリー・コットンと「フォークランド諸島の顕花植物とシダ図録」を出版し高く評価された。ヴァレンティンの植物画は1924年にフォークランド諸島裁判所（ Falkland Islands Court）で行われた大英帝国展覧会などで展示された。

## 著作
- Illustrations of the flowering plants and ferns of the Falkland Islands /by Mrs E. F. Vallentin with descriptions by Mrs E. M. Cotton   (London, L. Reeve & Co., 1921)

### 「フォークランド諸島の顕花植物とシダ図録」の植物画

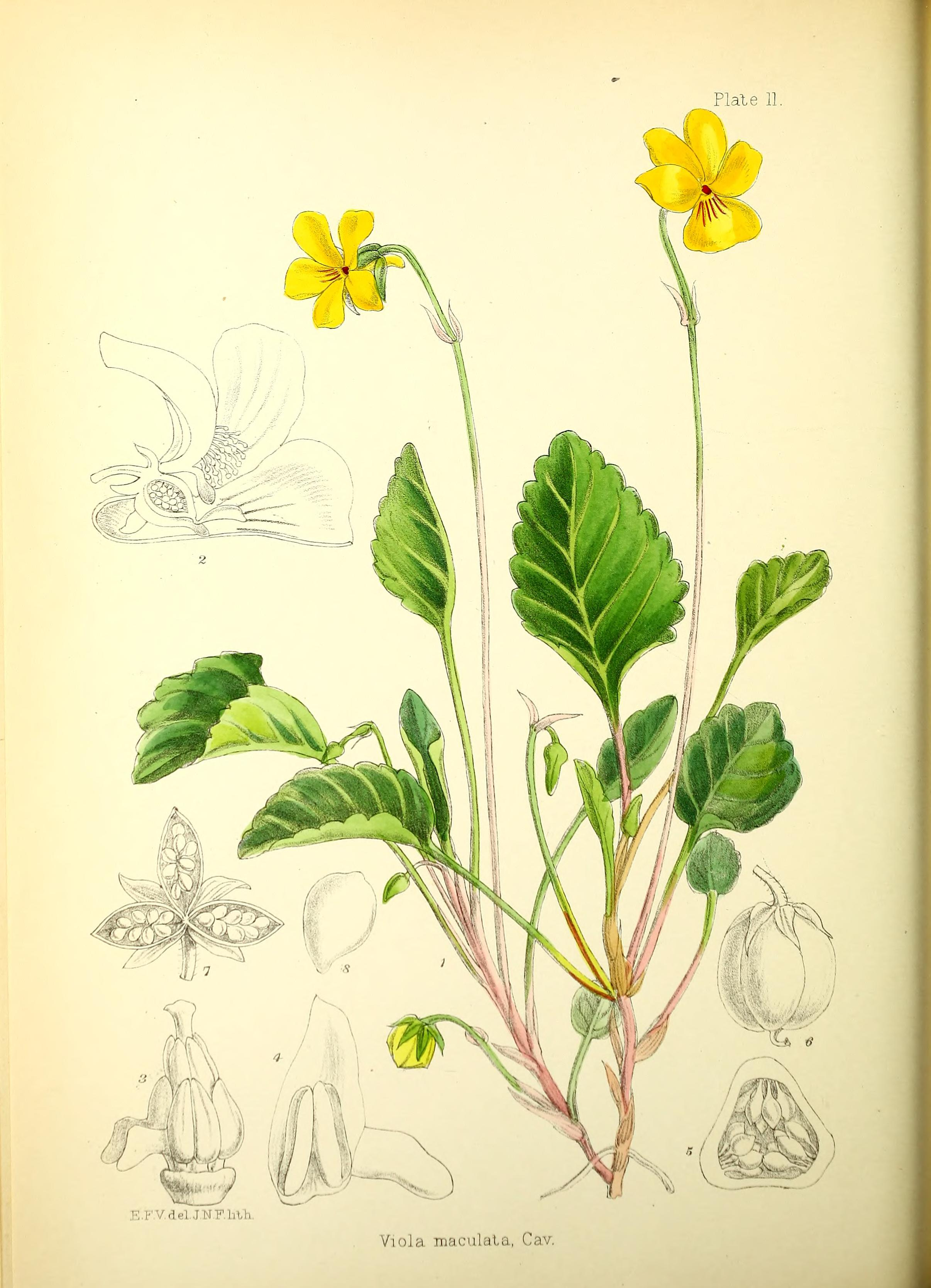
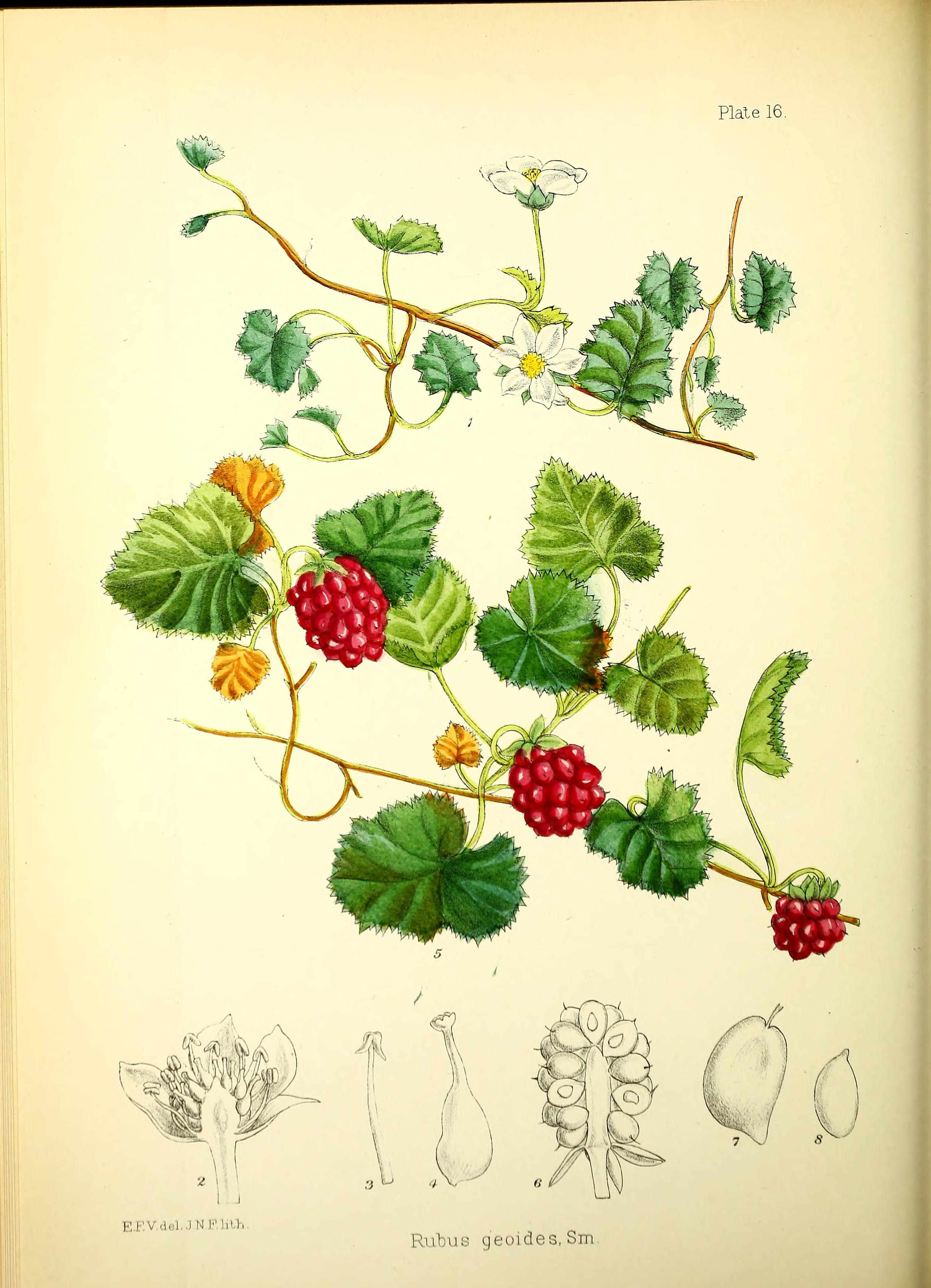
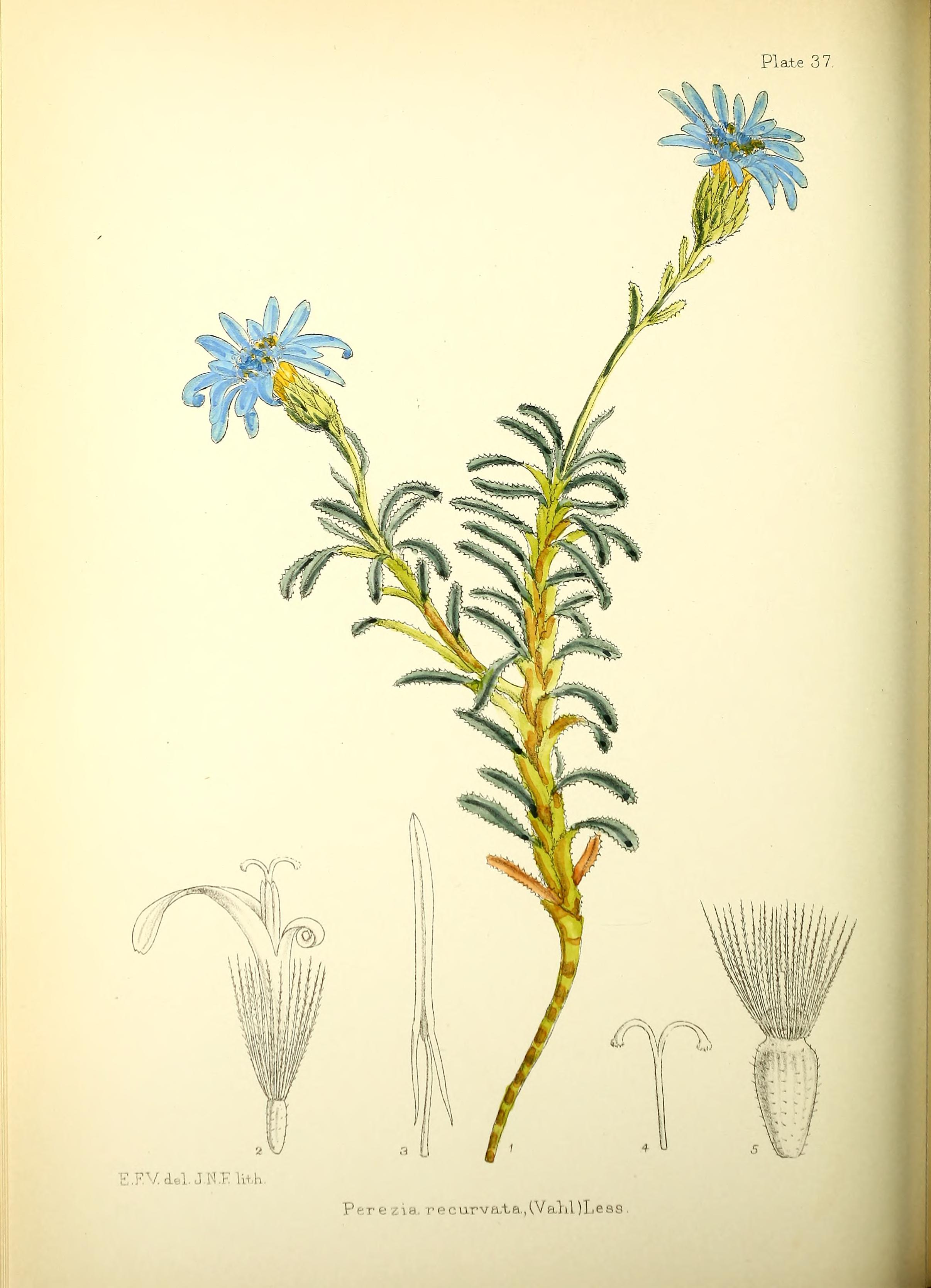
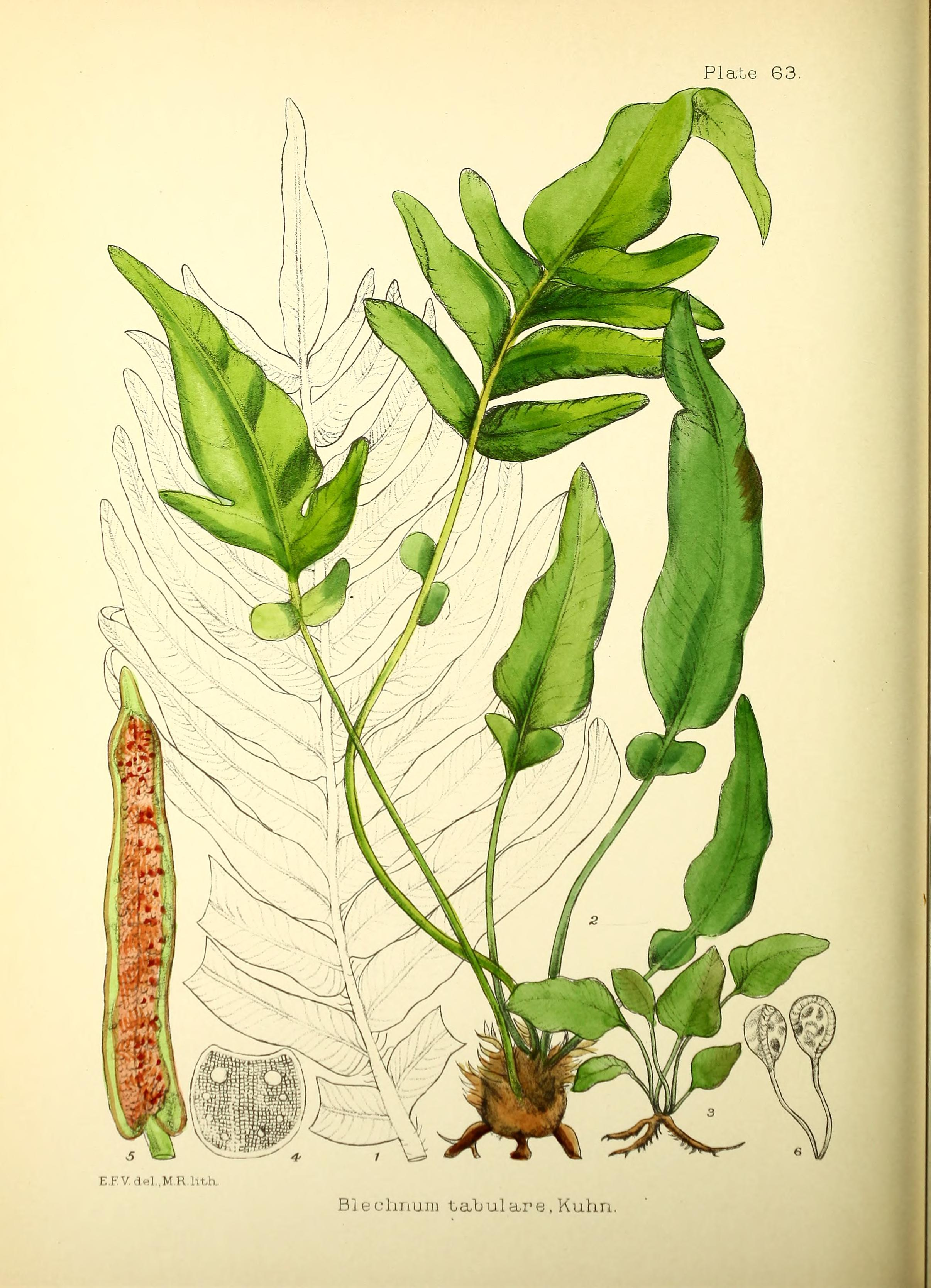